# Kanton Le Parcq
Der Kanton Le Parcq war bis 2015 ein französischer Kanton im Arrondissement Montreuil im Département Pas-de-Calais und in der Region Nord-Pas-de-Calais; sein Hauptort war Le Parcq. Vertreter im Generalrat des Départements war zuletzt von 2004 bis 2015 Jean-Claude Darque.
Im Rahmen einer Verwaltungsreform wechselte der Kanton Le Parcq am 1. Januar 2007 vom Arrondissement Arras zum Arrondissement Montreuil.
Der Kanton Le Parcq war 167,04 km² groß und hatte im Jahr 2006 7632 Einwohner, was einer Bevölkerungsdichte von 46 Einwohnern pro km² entsprach. Er lag im Mittel 72 Meter über Normalnull, zwischen 25 Meter in Grigny und 142 Meter in Azincourt.

## Gemeinden
Der Kanton bestand aus 24 Gemeinden:
| Gemeinde               | Einwohner Jahr | Fläche km² | Bevölkerungsdichte | Code INSEE | Postleitzahl |
| ---------------------- | -------------- | ---------- | ------------------ | ---------- | ------------ |
| Auchy-lès-Hesdin       | 1.647 (2013)   | –          | – Einw./km²        | 62050      | 62770        |
| Azincourt              | 303 (2013)     | –          | – Einw./km²        | 62069      | 62310        |
| Béalencourt            | 126 (2013)     | –          | – Einw./km²        | 62090      | 62770        |
| Blangy-sur-Ternoise    | 744 (2013)     | –          | – Einw./km²        | 62138      | 62770        |
| Blingel                | 135 (2013)     | –          | – Einw./km²        | 62142      | 62770        |
| Éclimeux               | 174 (2013)     | –          | – Einw./km²        | 62282      | 62770        |
| Fillièvres             | 504 (2013)     | –          | – Einw./km²        | 62335      | 62770        |
| Fresnoy                | 64 (2013)      | –          | – Einw./km²        | 62357      | 62770        |
| Galametz               | 200 (2013)     | –          | – Einw./km²        | 62365      | 62770        |
| Grigny                 | 296 (2013)     | –          | – Einw./km²        | 62388      | 62140        |
| Incourt                | 69 (2013)      | –          | – Einw./km²        | 62470      | 62770        |
| Maisoncelle            | 128 (2013)     | –          | – Einw./km²        | 62541      | 62310        |
| Neulette               | 23 (2013)      | –          | – Einw./km²        | 62605      | 62770        |
| Noyelles-lès-Humières  | 55 (2013)      | –          | – Einw./km²        | 62625      | 62770        |
| Le Parcq               | 794 (2013)     | –          | – Einw./km²        | 62647      | 62770        |
| Le Quesnoy-en-Artois   | 360 (2013)     | –          | – Einw./km²        | 62677      | 62140        |
| Rollancourt            | 318 (2013)     | –          | – Einw./km²        | 62719      | 62770        |
| Saint-Georges          | 322 (2013)     | –          | – Einw./km²        | 62749      | 62770        |
| Tramecourt             | 60 (2013)      | –          | – Einw./km²        | 62828      | 62310        |
| Vacqueriette-Erquières | 250 (2013)     | –          | – Einw./km²        | 62834      | 62140        |
| Vieil-Hesdin           | 376 (2013)     | –          | – Einw./km²        | 62850      | 62770        |
| Wail                   | 274 (2013)     | –          | – Einw./km²        | 62868      | 62770        |
| Wamin                  | 238 (2013)     | –          | – Einw./km²        | 62872      | 62770        |
| Willeman               | 178 (2013)     | –          | – Einw./km²        | 62890      | 62770        |